# Václav Nosek
Václav Nosek, né le 26 septembre 1892 à Malá Dobrá (Autriche-Hongrie) et mort le 22 juillet 1955 à Prague (Tchécoslovaquie), est un syndicaliste et homme politique tchécoslovaque, ministre de l'Intérieur de 1945 à 1953 et ministre de la Main-d'œuvre de 1953 à 1955. 
Ses actions en tant que ministre de l'Intérieur en 1948 sont à l'origine du coup de Prague, la prise du pouvoir par les communistes tchécoslovaques et un évènement majeur de la guerre froide. Cependant, son influence politique décline grandement après 1950 et l'instauration d'un ministère de la Sécurité nationale (en) calqué sur le modèle stalinien.

## Biographie

### Jeunesse
Il est issu d'une famille de mineurs. Après l'école populaire et l'école bourgeoise (de), il suit une formation d'apprenti tourneur dans la fonderie de l'entreprise Poldi (de) et commence à travailler à la mine Max (cs) à l'âge de 15 ans. Durant la Première Guerre mondiale, il combat successivement sur les fronts serbe, russe et italien au sein de l'armée austro-hongroise. Blessé au combat à deux reprises, il est rapatrié et retourne travailler à la mine fin 1917.

### Carrière politique

#### Débuts
Avec Antonín Zápotocký, il mène la grève générale de décembre 1920 (cs) à Kladno, ce qui lui vaut d'être poursuivi pénalement. L'année suivante, il participe au congrès fondateur (cs) du Parti communiste tchécoslovaque en tant que délégué. En 1925, il obtient un poste de secrétaire au siège des syndicats rouges (rudých odborů) à Prague et le 21 avril 1929, il intègre le Comité central (cs) du Parti communiste,. En 1932, il participe à l'organisation de la grande grève de Most (cs). 
Après l'occupation allemande, il est raflé par les nazis dans le cadre de l'Aktion Glitter et détenu pendant plusieurs semaines à la prison de Pankrác. Après sa libération, il émigre au Royaume-Uni via la Pologne et la Suède. À Londres, il intègre le Conseil d'État (cs) (organisme de conseil et de contrôle du gouvernement tchécoslovaque en exil) le 1er novembre 1941 et devient l'un de ses vice-présidents en 1942,,. Il se sert de cette position pour proumouvoir les intérêts du Parti communiste (dont la direction est en exil à Moscou) au sein du gouvernement tchécoslovaque en exil.

#### Apogée
Après la libération de la Slovaquie par l'Armée rouge, il intègre le gouvernement de Košice en tant que ministre de l'Intérieur le 4 avril 1945. Compte tenu du fait qu'il ait choisi de passer la guerre en exil à Londres plutôt qu'à Moscou, il est initialement l'un des ministres communistes les mieux perçus par ses pairs non-communistes. Cette bonne image, renforcée par son caractère débonnaire, lui permet d'accroître progressivement l'emprise communiste sur l'appareil d'État tchécoslovaque sans éveiller les soupçons des démocrates libéraux. Ainsi, alors qu'il est déjà pleinement engagé dans la préparation du coup de force communiste qui aura lieu l'année suivante, le président Edvard Beneš le qualifie en 1947 d'homme « bon et loyal ». 
Václav Nosek est une figure centrale dans la prise de pouvoir par les communistes en Tchécoslovaquie en 1948. Lorsqu'une majorité du cabinet des ministres vote pour ordonner à Nosek d'arrêter de recruter des communistes dans la police, celui-ci ignore l'ordre avec le soutien du Premier ministre et leader du Parti communiste Klement Gottwald. 
Le 21 février 1948, 12 ministres non communistes proposent leur démission en signe de protestation. Le président Edvard Beneš refuse d'accepter ces démissions, ce qui aurait normalement obligé Gottwald soit à faire marche arrière, soit à démissionner, soit à convoquer de nouvelles élections. Gottwald abandonne toute prétention de démocratie libérale. Non seulement il a refusé de démissionner, mais il exige la nomination d'un gouvernement dominé par les communistes sous la menace d'une grève générale. Finalement, Beneš cède et nomme un gouvernement dominé par les communistes, donnant ainsi une légitimité au coup d'État communiste.

#### Déclin
Du 21 au 24 juin 1949, le secrétaire général du Parti hongrois des travailleurs, Mátyás Rákosi, est à Prague pour signer un traité d'alliance avec la Tchécoslovaquie. Lors d'une rencontre avec le président Gottwald, les deux hommes échangent au sujet des avancées de l'instruction sur László Rajk en Hongrie. Rákosi remet alors à Gottwald une liste comportant une soixantaine de noms de personnalités tchécoslovaques de premier plan, qu'il dépeint comme les complices de Rajk. Parmi ces noms, on retrouve ceux de plusieurs futurs accusés du procès de Prague (Vladimír Clementis, Vavro Hajdů (cs), Artur London, Eugen Löbl (de), Otto Šling (en), Ludvík Frejka) mais aussi celui de Václav Nosek. Le 3 septembre, Rákosi écrit une lettre à Gottwald dans laquelle il s'en prend une nouvelle fois à lui, affirmant ne pas lui faire confiance. En outre, il déclare qu'il est considéré comme un ennemi par les autorités hongroises et menace de mentionner son nom au procès de Rajk s'il n'est pas arrêté avant. Le but de ces intimidations est de pousser Gottwald à faire arrêter un certain nombre de responsables communistes tchécoslovaques afin de crédibiliser le narratif prévu pour le procès de Rajk, à savoir qu'il aurait été à la tête d'une vaste conspiration internationale dont le centre névralgique se trouve en Tchécoslovaquie. Nosek, qui a passé la guerre en exil à Londres plutôt qu'à Moscou et occupe la même position (ministre de l'Intérieur) que Rajk, constitue donc une cible de choix. Le 5 septembre, l'envoyé spécial de Rákosi, Zoltán Bíró, remet la lettre en mains propres à Gottwald. Lui et Slánský sont très inquiets ; ils voient ans cette lettre l'ombre de Moscou et pensent que ne pas suivre les recommandations insistantes de Rákosi peut les mettre en porte à faux vis-à-vis de l'Union soviétique. Le 7 septembre, ils envoient le chef du département de la Sécurité du secrétariat du Comité central (cs) du Parti, Karel Šváb (cs), à Budapest pour demander à Rákosi des preuves de ses allégations. Rákosi n'en donne pas mais charge une fois de plus Nosek. Dans un rapport détaillé adressé à Gottwald, Šváb écrit qu'« il a [...] laissé entendre que notre ministère de l'Intérieur emploie des gens qui détournent et minimisent délibérément cette enquête alors qu'ils en sont responsables ». Malgré cela, Nosek n'est pas arrêté dans la foulée, contrairement à d'autres (Oskar Kosta, Karel Markus, Evžen Klinger etc.). Il voit cependant son rôle au sein de l'État socialiste décroître : Slánský met la main sur la police politique, qui est remaniée sans son accord, les groupes d'enquêtes ne lui font plus de rapports et son vice-ministre, Josef Pavel (en), ne le tient pas informé de certaines arrestations. Se plaignant de ce qu'il se passe à Pavel, il déclare vers la fin de l'année 1949 : « la situation au ministère est intolérable et je n’en assumerai bientôt plus la responsabilité ». Au début de l'année 1950, les conseillers soviétiques Likhatchiov (ru) et Makarov (ru) sont encore dans l'idée de faire de lui le « Rajk ou le Kostov tchécoslovaque » mais le chef de la police politique tchécoslovaque, Jindřich Veselý (cs), prend sa défense à ses propres risques et périls.
Après 1950, son influence politique décline. Ses attributions ministérielles sont considérablement réduites lorsqu'en mai 1950 les forces de sécurité passent de la tutelle du ministère de l'Intérieur à celle du ministère de la Sécurité nationale (en), récemment crée sur le modèle du MGB soviétique (en). Après la mort de Staline et de Gottwald en 1953, le ministère de la Sécurité nationale est supprimé et ses attributions retournent au ministère de l'Intérieur. Cependant, Václav Nosek est contraint de quitter sa direction au même moment. Il est nommé ministre de la Main-d'œuvre, un portefeuille relativement secondaire qu'il conserve jusqu'à sa mort d'un cancer du poumon le 22 juillet 1955 à l'âge de 62 ans,.

### Vie privée
Sa première épouse, Alžběta Nosková, née Šípová le 26 mai ou le 25 novembre 1895 à Malá Dobrá, est morte en déportation à Auschwitz le 28 octobre 1942. En plus d'être originaire du même village que lui, elle était également issue d'une famille de mineurs et militante communiste. Leur fils unique, Miroslav Nosek, également déporté, est mort lors du massacre de Gardelegen le 14 avril 1945. 
Après son retour d'exil, il se remarie avec une médecin du nom de Růžena. En août 1946, elle accouche d'un garçon, que Václav Nosek s'empresse de nommer Miroslav en hommage à son premier fils. 

## Médias

### Cinéma
- Toman (en) (2018), il est interprété par Jaromír Dulava (en).

### Télévision
- Un siècle tchèque (en) (2013), épisodes 4 et 5, il est interprété par Jiří Štrébl (cs).